# Pentamerus
Pentamerus is een monotypisch geslacht van uitgestorven brachiopoden, dat voorkwam in het Midden-Siluur.

## Beschrijving
Deze 4,5 centimeter lange brachiopode kenmerkt zich door de brede, bolle en in omtrek dikwijls tongvormige kleppen, die aan de buitenkant glad zijn met smalle groeistrepen. De krachtige wervel (umbo) van de steelklep heeft een sterke achterwaartse kromming en bevat een in het oog springend middentussenschot (septum). De armklep bevat twee duidelijke, bijna evenwijdige septa. De pedunculus is bij volwassen exemplaren niet meer functioneel.

## Leefwijze
Dit geslacht bewoonde ondiepe wateren, waar het vaak betrokken was bij de vorming van schelpenbanken. De schelpen stonden met de umbo’s naar beneden in slikkig en modderig sediment.